# サントリードラマスペシャル 失われた時の流れを
『サントリードラマスペシャル 失われた時の流れを』（サントリードラマスペシャル うしなわれたときのながれを）は、1990年3月23日（金曜） 21:03 - 23:20（日本標準時）にフジテレビ系列で放送されたフジテレビ製作のテレビドラマ。金曜 21:02 - 22:52 の時間帯は当時『男と女のミステリー』枠であったが、本作は同枠放送作品ではなく『サントリードラマスペシャル』の作品として放送された。
本作は、1989年度（第16回）放送文化基金賞の番組部門（テレビドラマ）で奨励賞を、1989年度（第27回）ギャラクシー賞で大賞を、1990年（平成2年/第38回）日本民間放送連盟賞の番組部門（テレビドラマ）で最優秀賞を受賞した。また本作出演俳優の伊崎充則と関根信行も、左記の放送文化基金賞で児童特別賞を受賞した。

## キャスト
- 手島修平：中井貴一
- 山辺公一：伊崎充則
- 原さん：仙道敦子
- 半田先生：大地康雄
- 柿沼三平：関根信行
- 西野貴律
- 佐藤広純
- 成田繁範
- 佐野健
- 大西良和
- 藤森俊次
- 神崎允
- 内野真理子
- 渡辺美恵
- 南孝待
- 市川浩
- 達城龍次
- 三橋秀一郎
- 濱野一希
- 若菜大輔
- 栗原紘章
- 反田孝幸
- 赤井康紀
- 野島義己
- 宇田川大
- 青木謙介
- 西堂路拓馬
- 藤本高広
- 大入秀義
- 青木優介
- 西岡宏倫
- 石川匡
- 永倉玄太
- 二見星児
- 村上悠介
- 岡田好司
- 小尾昌也
- 山名友貴
- 平塚友希
- 大泉紀明
- 小林佑子
- 仁礼美枝子
- 桐ケ谷梢
- 田中藍衣
- 鈴木麻美
- 水谷栄里奈
- 猪俣亜木子
- 大川亜希子
- 赤井由紀子
- 武藤真弓
- 島名美里
- 母の声：由紀さおり
- 論説委員：渡辺文雄
- カメフの教頭：山田吾一
- 花井さん：山口美也子
- 歯医者：坂本長利
- 船長：小坂一也
- 伊東先生：石丸謙二郎
- 妙法院の住職：柳谷寛
- 花王おさむ
- 高橋等
- 伊藤正博
- 阿部六郎
- 真鍋敏
- 大川銀次
- 小松本正信
- 川口丈文
- 山辺洋一：郷ひろみ
- 山辺ヤエ子：倍賞千恵子
- 山辺公一：緒形拳

## スタッフ
- 制作：山田良明、深井俊子
- 撮影：竹越由幸
- 照明：根本宏
- 効果：篠沢紀雄
- 美術：山本修身
- 編集：石井和男
- 技術：堀田満之
- 音声：西田貞雄
- 記録：佐久間亮子
- 脚本：倉本聰
- 音楽：谷村新司
- 演出：杉田成道